# ذو الفقار (زورق صواريخ)
زورق صواريخ ذو الفقار (بالفارسية: قایق موشکی ذوالفقار) هو زورق سريع هجومي إيراني القاذف للطوربيدات والقادر على التحرك فوق سطح الماء وتحته[بحاجة لدقة أكثر]. هذا الزورق قادر على حمل قاذفة صواريخ بمدى 20 كيلومتراً واثنين من صواريخ «كوثر» المضادة للسفن.

## تدشين خط الإنتاج
وفي 23 أغسطس 2010 دشن وزير الدفاع الإيراني السابق أحمد وحيدي خط تجميع زورقين سريعين يمكن تجهيزهما بقاذفات صواريخ واستخدامهما في عمليات هجومية في مضيق هرمز وهما «ذو الفقار» و«سراج».

## خصائص
يعد زورق «ذو الفقار» جيل جديد من الزوراق السريعة القاذفة للصواريخ التي يمكن استخدامها للقيام بعمليات هجومية، فهو مجهز بقاذفتي صواريخ ورشاشين ونظام معلوماتي للتحكم بالصواريخ.
إن هذا الزورق سيجهز بصواريخ نصر-1، الذي له قدرة تدميرية عالية وقادرة على نسف سفن يزيد وزنها عن 3 الاف طن.
يعتبر هذا الزورق من الزوارق الحربية السريعة الخاصة بتنفيذ العمليات الدورية البحرية، ومصمم لمهاجمة القطع البحرية المعادية بصورة سريعة ومباغتة، ومزودة بصواريخ ورشاشات متطورة بالإضافة إلى امتلاكه رادار خاص. ومن خصائص هذا الزورق، الاداء المناسب والسرعة العالية والمناورة السريعة والملاحة الجيدة.
لقد تم تجهيز مقدمة ومؤخرة زورق «ذو الفقار» ببندقية رشاس عيار12.7مم، بالإضافة إلى تجهيزه بمنظومة «كوثر» الصاروخية وبمدى 25كلم، ورادار يعمل بمدى 30كم كحد ادنى. ويتميز هذا الزورق السريع عن «آذرخش» بشعاع عمليات حربية أوسع نطاقا وأكثر سرعة، حيث تحول هذا الزورق إلى تهديد للقطع البحرية المعادية بسبب شعاع عملياته الحربية التي تبلغ نحو 600كم وبسرعة 95كم في الساعة الواحدة.

## الوصلات الخارجية
- شاهد بالفيديو قارب ذو الفقار السريع
- شاهد بالصور زورق ذوالفقار الهجومي السريع نسخة محفوظة 10 يناير 2020 على موقع واي باك مشين.